# 우당탕탕, 달리는 오락실
차진환의 우당탕탕, 달리는 오락실은 TBN 대전교통방송, TBN 충남교통방송(대전·세종·충청 FM 102.9MHz, 충남 FM 103.9MHz, 천안·아산 FM 103.1MHz)에서 주말 오후 4시부터 5시 52분까지 방송되는 대전과 세종 충남권 지역의 라디오 교양, 오락, 트로트, 최신음악 프로그램이다.

## 프로그램 소개
- 행운을 드리는 숫자 : 당신에게 행운을 주는 숫자는 무엇인가요? 오늘의 숫자 함께 맞혀봅시다
- 주말 'N' 행시 : 그 날의 주제를 듣고 청취자들과 함께 2행시, 3행시를 짓는 시간. 오늘은 내가 장원~~
- 오락실 배경음악 : 각 시대를 관통하는 댄스음악을 모아 모아 전해드려요

## 요일코너

### 토요일
- 이야기가 있는 여행 (송일봉 여행작가) : 다양한 여행명소를 알려드려요~~

### 일요일
- 빽 투 더 무비 (씨네인디유 민병훈 총괄프로그래머) : 그 해를 대표했던 영화들을 현직 영화종사자가 직접 들려주는 시간